# Puccinia angusii
Puccinia angusii ist eine Ständerpilzart aus der Ordnung der Rostpilze (Pucciniales). Der Pilz ist ein Endoparasit der Grasart Danthoniopsis pruinosa. Symptome des Befalls durch die Art sind Rostflecken und „Pusteln“ auf den Blattoberflächen der Wirtspflanzen. Das Verbreitungsgebiet liegt in Sambia.

## Merkmale

### Makroskopische Merkmale
Puccinia angusii ist mit bloßem Auge nur anhand der auf der Oberfläche des Wirtes hervortretenden Sporenlager zu erkennen. Sie wachsen in Nestern, die als gelbliche bis braune Flecken und Pusteln auf den Blattoberflächen erscheinen.

### Mikroskopische Merkmale
Das Myzel von Puccinia angusii wächst wie bei allen Puccinia-Arten interzellulär und bildet Saugfäden, die in das Speichergewebe des Wirtes wachsen. Spermogonien oder Aecidien sind nicht bekannt. Die gelbbraunen Uredien wachsen unterseitig auf den Blättern des Wirts. Ihre Uredosporen sind eiförmig bis breitellipsoid, 24–28 × 20–24 µm groß und fein stachelwarzig. Die Art verfügt über schwarzbraune, ei- bis kugelförmige Amphisporen von 28–34 × 24–28 µm. Die Telien der Art sind schwarzbraun und brechen schnell hervor. Die haselnussbraunen Teleutosporen sind zweizellig, eiförmig bis ellipsoid und 32–40 × 20–24 µm groß; ihre Stiele sind bis zu 30 µm lang und gelblich.

## Verbreitung
Das bekannte Verbreitungsgebiet von Puccinia angusii umfasst lediglich Sambia.

## Ökologie
Die Wirtspflanze von Puccinia angusii ist Danthoniopsis pruinosa. Der Pilz ernährt sich von den im Speichergewebe der Pflanzen vorhandenen Nährstoffen, seine Sporenlager brechen später durch die Blattoberfläche und setzen Sporen frei. Die Art verfügt über einen Entwicklungszyklus mit Telien und Uredien, der ohne Wirtswechsel auskommt. Spermogonien und Aecidien fehlen.